# Winslow (Arkansas)

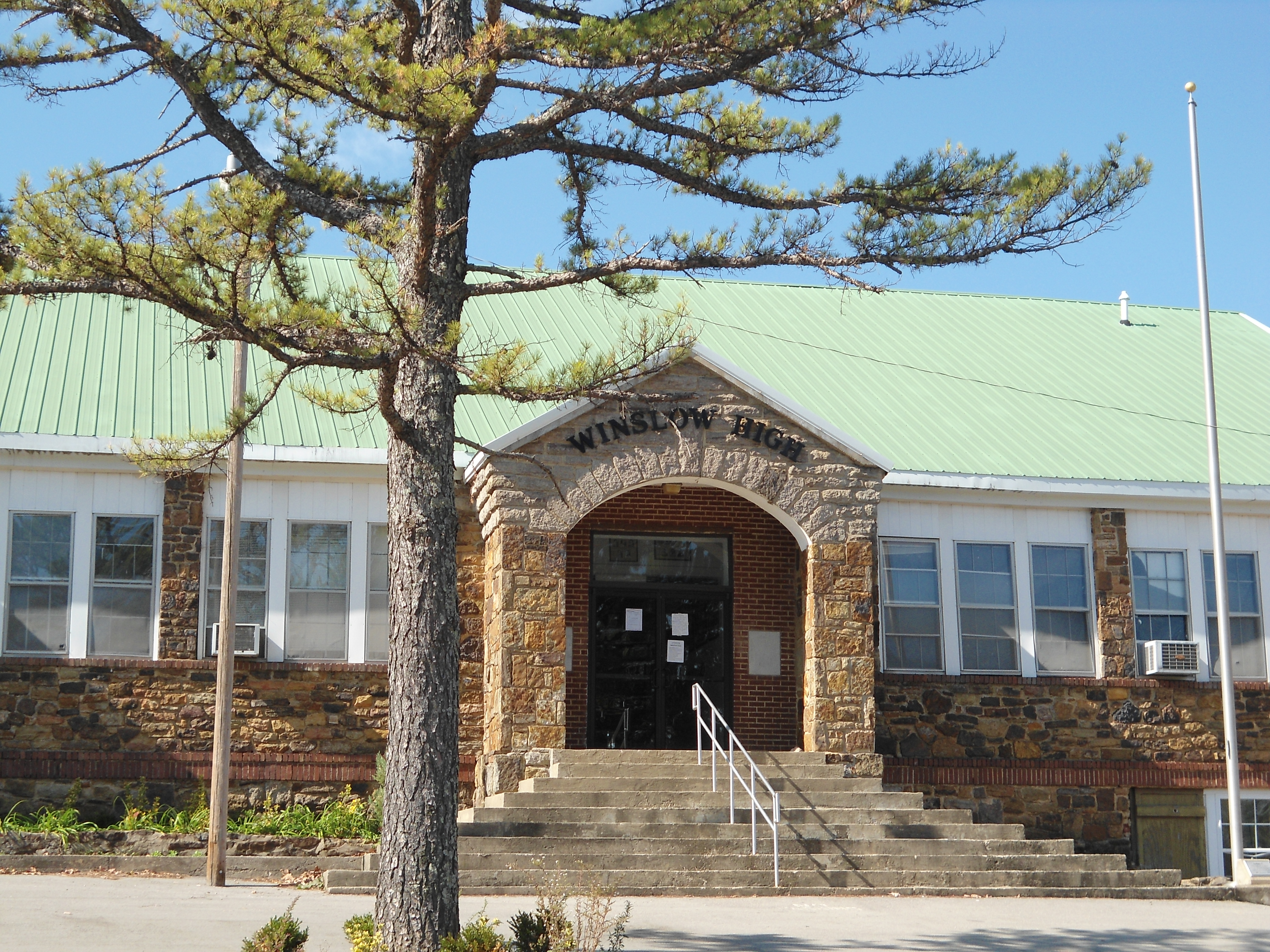
Ce bâtiment de 1930 abritait autrefois le Winslow High School. Il contient maintenant la bibliothèque publique de Winslow.

La ville de Winslow est située dans le comté de Washington, dans l’État de l’Arkansas, aux États-Unis. Sa population s’élevait à 391 habitants lors du recensement de 2010, estimée à 423 habitants en 2017.

## Démographie
Selon l'American Community Survey, pour la période 2011-2015, 97,08 % de la population âgée de plus de 5 ans déclare parler l'anglais à la maison, 2,33 % déclare parler l'espagnol et 1,41 % une langue africaine.
| 1910 | 1920 | 1930 | 1940 | 1950 | 1960 |
| ---- | ---- | ---- | ---- | ---- | ---- |
| 289  | 264  | 363  | 248  | 248  | 183  |

| 1970 | 1980 | 1990 | 2000 | 2010 | - |
| ---- | ---- | ---- | ---- | ---- | - |
| 227  | 247  | 342  | 399  | 391  | - |

## Source
- (en) Cet article est partiellement ou en totalité issu de l’article de Wikipédia en anglais intitulé « Winslow, Arkansas » (voir la liste des auteurs).

1. ↑  (en) « American FactFinder - Results », sur factfinder.census.gov.
2. ↑  « Statistiques des États-Unis - Arkansas - Profils des communautés de 2010 » (consulté en novembre 2020)